# بخش مرکزی شهرستان میرآباد
بخش مرکزی، یکی از بخش‌های شهرستان میرآباد در استان آذربایجان غربی ایران است. مرکز این بخش، شهر میرآباد است.

## تقسیمات کشوری
- بخش مرکزی شهرستان میرآباد
  - دهستان ساوان
  - دهستان گورک نعلین

شهر: میرآباد

## جمعیت
بر پایه سرشماری عمومی نفوس و مسکن در سال ۱۳۹۵، جمعیت بخش مرکزی شهرستان میرآباد برابر با ۱۶٬۲۹۱ نفر بوده‌است.